# 石稻鄉
石稻鄉，是四川省鄰水縣下轄的一個鄉鎮級行政單位。

## 沿革[1]
- 道光十四年（1834年），全縣設36場，為石稻場。
- 民國4年(1915年)，因地方不靖，設5個保衛區，以維持治安。全縣共49鄉，石稻鄉屬第二區。
- 民國24年(1935年)7月1日，將6個區合併為3個區，49個鄉鎮合併為43個鄉鎮，石稻鄉改置石稻鎮，屬第二區署，駐石稻場,轄4鎮14鄉。